# Il diavolo zoppo (film 1909)
Il diavolo zoppo è un film del 1909 diretto da Luigi Maggi. La pellicola ha un tema fantastico e fa gran ricorso ai trucchi cinematografici e con una morale assolutamente non convenzionale per l'epoca. È ispirato al romanzo Le Diable boiteux di Alain-René Lesage del 1707.
Nel 1948, in Francia uscì il film Il diavolo zoppo, diretto da Sacha Guitry che riprende il titolo del romanzo di Lesage, ma in effetti è la biografia del principe Talleyrand tratta da un testo teatrale scritto dallo stesso Guitry,

## Trama
Don Cleofa Leandro Perez Zambullo, uno studente, va a trovare la bella Tomasa ma qui viene assalito da quattro persone che, d'accordo con Tomasa, vorrebbero costringerlo a sposarla. Il giovane riesce a fuggire e capita a casa di Asmodeo, un diavolo che vive prigioniero in una bottiglia. Asmodeo chiede a Leandro di liberarlo, garantendogli i suoi servigi. Leandro accetta e il diavolo, oltre a portarlo con sé in volo sui tetti della città, gli regala degli occhiali magici che permettono di vedere attraverso i muri e i tetti. Così, con questi occhiali, Leandro vede che Tomasa sta mangiando con i suoi assalitori e capisce che era d'accordo con loro. Il diavolo gli promette di vendicarlo e infatti poco dopo tra i suoi assalitori scoppia una rissa che viene sedata dalla polizia che li porta in prigione. Non pago, Asmodeo, assumendo le sembianze di Leandro, salva da un incendio la nobile e bella Serafina, che poi riaccompagna dal padre, don Pedro d'Escolano. Tornato da Leandro, il diavolo lo spinge verso Serafina. Il film si conclude con un lieto fine: don Pedro concede la mano di Serafina a Leandro.

## Produzione
Il film fu prodotto dalla Società Anonima Ambrosio.

## Distribuzione
Il film fu distribuito nelle sale italiane nel 1909 dalla Società Anonima Ambrosio: il film uscì anche all'estero. Negli USA, lo distribuì la New York Motion Picture il 18 maggio 1910. 

### Date di uscita
IMDb
- Italia 1909
- USA	18 maggio 1910

Alias
- El diablo cojuelo	Spagna
- Le Diable boiteux  	Francia
- The Devil on Two Sticks 	USA